# Messier 59
Messier 59 hoặc M59, còn được gọi là NGC 4621, là một thiên hà hình elip trong chòm sao xích đạo Xử Nữ. M59 là một thành viên của cụm thiên hà Xử Nữ, với thành phần gần nhất có khoảng cách với M59 là 8 phút cung và mờ hơn khoảng 5 cấp. Thành viên cụm gần nhất có độ sáng tương đương là thiên hà dạng thấu kính NGC 4638, cách khoảng 17 phút cung. Messier 59 và thiên hà hình elip gần đó Messier 60 đều được Johann Gottfried Koehler phát hiện vào tháng 4 năm 1779 trong quá trình quan sát một sao chổi trên cùng một phần của bầu trời. Charles Messier liệt kê cả hai thiên hà này trong Danh lục Messier khoảng ba ngày sau khám phá của Koehler.
Messier 59 là một thiên hà hình elip loại E5 với góc vị trí là 163,3°, cho thấy hình dạng tổng thể của thiên hà này có độ dẹt 50%. Tuy nhiên, các đường đẳng sáng cho thiên hà này chệch ra khỏi dạng hình elip hoàn hảo, thay vào đó thể hiện các hình dạng nhọn. Chúng có thể được phân tách về mặt toán học thành một mô hình ba thành phần, với mỗi phần có độ lệch tâm khác nhau. Thành phần hình elip chính dường như được đặt chồng lên trên một hình giống như đĩa phẳng hơn, với toàn bộ được gắn trong một quầng sáng tròn. Sự đóng góp độ sáng của các thành phần là 62% cho phần hình elip thuần túy, 22% cho quầng sáng và độ sáng còn lại đến từ phần đĩa. Tỷ lệ ánh sáng của đĩa so với thể hình elip chính là 0,25, trong khi tỷ lệ này thường gần sát 0,5 trong một thiên hà dạng thấu kính.
Phần lõi chứa một lỗ đen siêu lớn (SMBH), với khối lượng ước tính gấp 270 triệu lần khối lượng Mặt Trời, và quay ngược lại với phần còn lại của thiên hà, có màu xanh lam hơn. Lỗ đen siêu lớn này không hoạt động, nhưng có thể phát hiện được dưới dạng nguồn tia X và vô tuyến cho thấy dòng vật chất chảy ra. Phần nhân chứa một đĩa sao gắn vào, có màu xanh lam hơn (trẻ hơn) so với vùng lồi lên, với thành phần màu xanh lam trải dài dọc theo một vị trí góc khoảng 150°. Đặc trưng đĩa mở rộng này có thể là kết quả của sự hợp nhất thiên hà, theo sau là sự kiện bùng nổ sao.
Messier 59 có rất nhiều cụm sao cầu, với một quần thể trong số này được ước tính là chứa khoảng 2.200 cụm. Nó cũng có một thiên hà vệ tinh là thiên hà lùn siêu cô đặc M59-UCD3.
Một siêu tân tinh (1939B) đã được ghi nhận trong M59; nó đạt tới cấp lớn nhất là 11,9. Khu vực nơi diễn ra siêu tân tinh này không có dấu vết của sự hình thành sao, điều này gợi ý rằng nó là siêu tân tinh loại Ia.